# یاتسک وشچروویچ
یاتسک وُشچروویچ (لهستانی: Jacek Woszczerowicz؛ ‏ ۱۱ سپتامبر ۱۹۰۴ – ۱۹ اکتبر ۱۹۷۰) بازیگر و کارگردان فیلم اهل لهستان بود.
از فیلم‌ها یا برنامه‌های تلویزیونی که وی در آن نقش داشته‌است، می‌توان به پروفسور ویلچور و رنا اشاره کرد.
وی همچنین برندهٔ جوایزی همچون نشان دهمین سالگرد خلق لهستان شده‌است.